# Шарџа (емират)
Шарџа (арап. الشارقة) је један од седам конститутивних емирата Уједињених Арапских Емирата. Са површином од 2.590 km², што чини 3,3% површине УАЕ, и популацијом од 895.252 становника према попису из 2008., Шарџа је трећи емират по својој величини. Седиште емирата је град Шарџа, који лежи на јужној обали Персијског залива.
Освојивши престижну УНЕСКО награду 1998., Шарџа је постао предстоница културе арапског региона. Шарџа је једини арапски емират где су продаја, поседовање и конзумација алкохола забрањени. Такође су прописани строги закони о обавезном конзервативном облачењу мушкараца и жена.